# Alexandromys middendorffii
Alexandromys middendorffii (шапарка Міддендорфа) — вид мишоподібних гризунів з родини хом'якових.

## Таксономічні примітки
Переміщено з роду Microtus. Включає hyperboreus, який іноді визнається окремим видом.

## Поширення
У Європі проживає на півночі Приуралля. В Азії населяє північ Сибіру від Уральських гір до р. Колими й Колимської низовини.
Населяє заболочені тундри, осокові та сфагнові болота, заболочені береги, сухі степові ділянки на схилах річок без лісу, серед злакової та різнотравної рослинності на піщаних і піщано-піщаних ґрунтах; уникає антропогенних ландшафтів.

## Спосіб життя
Цей вид є колоніальним. Риє неглибокі нори. Вид живиться осокою, листям і стеблами влітку і корінням взимку. Розмноження інтенсивне.